# Evgenii Giditş
Jevgenıı Viktorovitsj Gıdıch (Kazachs: Евгений Викторович Гидич) (Kökşetaw, 19 mei 1996) is een Kazachs wielrenner die anno 2025 rijdt voor China Glory-Mentech Continental Cycling Team.

## Carrière
In 2014 werd Gıdıch achter Grïgorïy Şteyn tweede op het Aziatische wegkampioenschap voor junioren.
Voor het wereldkampioenschap in 2015 werd hij door zijn ploeg Vino 4-ever geselecteerd voor de ploegentijdrit. Met zijn teamgenoten eindigde hij op plek 23.
In 2016, zijn tweede seizoen bij de Kazachse ploeg, werd Gıdıch tweede in het eindklassement en eerste in het jongerenklassement van de Ronde van de Filipijnen. Later dat jaar bahaalde hij in de Ronde van Iran zijn eerste UCI-overwinning door in de laatste etappe de massasprint te winnen. Een maand nadat Gıdıch twee etappes in de Ronde van het Qinghaimeer had gewonnen vertrok hij met zijn ploeg naar Bulgarije om daar deel te nemen aan de Ronde van Bulgarije. In de eerste etappe, met aankomst in Plovdiv, wist de Kazach de massasprint te winnen van Matteo Malucelli en Martin Otoničar. De leiderstrui die hij hieraan overhield raakte hij een dag later weer kwijt aan Filippo Fiorelli.
In 2017 werd Gıdıch, achter Hayato Okamoto, tweede op het Aziatische kampioenschap op de weg bij de beloften. Later dat jaar won hij de eerste etappe van de Ronde van Thailand door Alan Marangoni en Ma Guangtong te verslaan in een sprint met drie. De leiderstrui die hij daaraan overhield wist hij in de overige vijf etappes met succes te verdedigen, waardoor hij Benjamin Hill opvolgde als eindwinnaar. In het puntenklassement eindigde hij op de tweede plaats, met een achterstand van tien punten op Jon Aberasturi. In juli nam hij deel aan de Ronde van het Qinghaimeer, waar hij de laatste etappe won. Aan het eind van het seizoen mocht hij stage lopen bij Astana Pro Team. Tijdens die stageperiode nam hij onder meer deel aan de Ronde van Denemarken. Namens zijn ploeg Vino-Astana Motors werd hij nog zevende in het eindklassement van de Ronde van Almaty.
In 2018 werd Gıdıch prof bij Astana, waar hij in het voorgaande seizoen al stage had gelopen.

## Overwinningen
2016
Jongerenklassement Ronde van de Filipijnen
6e etappe Ronde van Iran
3e en 5e etappe Ronde van het Qinghaimeer
1e etappe Ronde van Bulgarije
2017
1e etappe Ronde van Thailand
Eindklassement Ronde van Thailand
13e etappe Ronde van het Qinghaimeer
2018
Jongerenklassement Ronde van Kroatië
2019
 Aziatisch kampioen op de weg, Elite
3e etappe Ronde van Kroatië
2022
Kazachs kampioen op de weg
2023
 Aziatisch kampioenschap wegwedstrijd, Elite
3e en 4e etappe Tour of Van

## Resultaten in voornaamste wedstrijden
|      | \| Jaar \| Milaan-San Remo \| Gent-Wevelgem \| Ronde van Vlaanderen \| Parijs-Roubaix \| \| WK op de weg \| \| ---- \| --------------- \| ------------- \| -------------------- \| -------------- \| \| ------------ \| \| 2019 \| 88e \| opgave \| opgave \| \| \| opgave \| \| 2020 \| \| opgave \| 89e \| \| \| \| \| 2021 \| \| opgave \| opgave \| opgave \| \| opgave \| \| 2022 \| 94e \| \| \| \| \| \| \| 2023 \| \| opgave \| opgave \| \| \| \| \| 2024 \| \| \| opgave \| opgave \| \| \| |               |                      |                |  |              |
| Jaar | Milaan-San Remo | Gent-Wevelgem | Ronde van Vlaanderen | Parijs-Roubaix |  | WK op de weg |
| 2019 | 88e | opgave        | opgave               |                |  | opgave       |
| 2020 | | opgave        | 89e                  |                |  |              |
| 2021 | | opgave        | opgave               | opgave         |  | opgave       |
| 2022 | 94e |               |                      |                |  |              |
| 2023 | | opgave        | opgave               |                |  |              |
| 2024 | |               | opgave               | opgave         |  |              |

## Ploegen
- 2015 –  Vino 4-ever
- 2016 –  Vino 4-ever SKO
- 2017 –  Vino-Astana Motors
- 2017 –  Astana Pro Team (stagiair vanaf 28-7)
- 2018 –  Astana Pro Team
- 2019 –  Astana Pro Team
- 2020 –  Astana Pro Team
- 2021 –  Astana-Premier Tech
- 2022 –  Astana Qazaqstan
- 2023 –  Astana Qazaqstan
- 2024 –  Astana Qazaqstan
- 2025 –  China Glory-Mentech Continental Cycling Team

Aru · Bilbao · Bïjigitov · Breschel · Cataldo · De Vreese · Fominykh · Fuglsang · Gatto · Groezdev · Hansen · Hryvko · Kamışev · Kangert · Korsæth · Loetsenko · López · Minali · Moser · Qojatajev · Sánchez · Scarponi · Stalnov · Tiralongo · Tlewbajev · Tsjernetski · Valgren · Zacharov · Zejts · Gïdïç (stagiair) · Lauk (stagiair)
Bilbao · Bïjigitov · Cataldo · Cort · De Vreese · Fominykh · Fraile · Fuglsang · Gatto · Gïdïç · Groezdev · Hansen · Hirt · Houle · Hryvko · Kangert · Korsæth · Loetsenko · López · Minali · Moser · Qojatajev · Sánchez · Stalnov · Tlewbajev · Tsjernetski · Valgren · Villella · Zacharov · Zejts
Ballerini · Bilbao · Bïjigitov · Boaro · Bohórquez · Cataldo · Contreras · Cort · De Vreese · Fominykh · Fraile · Fuglsang · Gïdïç · Gregaard · Groezdev · Hirt · Houle · G. Izagirre · J. Izagirre · Kudus · Loetsenko · López · Natarov · Sánchez · Stalnov · Villella · Zacharov · Zejts
Aranburu · Bïjigitov · Boaro · Bohórquez · Contreras · De Vreese · Felline · Fominykh · Fraile · Fuglsang · Gïdïç · Gregaard · Groezdev · Houle · G. Izagirre · J. Izagirre · Kudus · Loetsenko · López · Martinelli · Natarov · Pronskïÿ · Rodríguez · Sánchez · Stalnov · Tejada · Vlasov · Zacharov
Aranburu · Battistella · Boaro · Broesenski · Contreras · de Bod · Fjodorov · Felline · Fraile · Fuglsang · Gïdïç · Gregaard · Groezdev · Houle · G. Izagirre · J. Izagirre · Kudus · Loetsenko · Martinelli · Natarov · Perry · Piccolo tot 31 mei · Pronskïÿ · Rodríguez · Romo · Sánchez · Sobrero · Stalnov · Tejada · Vlasov · Zacharov
Basso · Battistella · Boaro · Broesenski · Conti · de Bod · de la Cruz · Dombrowski · Fjodorov · Felline · Gazzoli (tot 10/8) · Gïdïç · Groezdev · Henao (tot 31/07) · López · Loetsenko · Martinelli · Moscon · Natarov · A. Nibali · V. Nibali · Nurlykhassym · Pronskïÿ · Raboesjenka · Romo · Scaroni (vanaf 28/07) · Tejada · Velasco · Zacharov · Zejts · Chzhan (stagiair) · Syritsa (stagiair)
Basso · Battistella · Boaro · Bol · Broesenski · Cavendish · Chzhan · de la Cruz · Dombrowski · Fjodorov · Felline · Garofoli · Gïdïç · Groezdev · Laas · Loetsenko · Martinelli · Moscon · Natarov · Nibali · Nurlykhassym · Pronskïÿ · Raboesjenka · Romo · Sánchez · Scaroni · Syritsa · Tejada · Velasco · Zejts
Ballerini · Battistella · Bettiol (vanf 15/8) · Bol · Brusenskii · Cavendish · Charmig · Fjodorov · Fortunato · Garofoli · Gazzoli · Giditş · Groezdev · Kanter · Koezmin · López · Loetsenko · Maroechin · Mulubrhan · Mørkøv · Pronskii · Scaroni · Schelling · Selig · Syritsa · Tejada · Tsjzjan · Umba · Velasco · Vinokoerov · Goyo (stagiair) · Smirnov (stagiair) · Trezise (stagiair)